# Jieyang
 Jieyang (揭阳; pinyin: Jiēyáng) er en by på præfekturniveau i provinsen Guangdong i Folkerepublikken Kina. Den har et areal på 5.138 km² og ca. 5,84 mio. indbyggere (2002). Den  grænser til Shantou i øst, Chaozhou i nordøst, Meizhou i nord og Shanwei i vest. Mod syd ligger det Sydkinesiske Hav.

## Administration
Bypræfekturet  Jieyang administrerer fem administrative enheder på amtsniveau, hvoraf en er et distrikt, en er by på amtsniveau, og tre er amter.
- Rongcheng (榕城区/榕城區) distrikt 182 km², ca. 650.000 indbyggere (2003)
- Puning by (普宁市/普寧市) 1.620 km², ca. 2,01 mio. indbyggere (2003)
- Huilai amt  (惠来县/惠來縣)  1.207 km², ca. 1,08  mio. indbyggere (2003)
- Jiedong amt (揭东县/揭東縣)  850 km², 1,21  mio. indbyggere (2003)
- Jiexi amt (揭西县/揭西縣) 1.279 km², ca. 890.000  indbyggere (2003)

## Økonomi
Risdyrkning og tekstilindustri er nogle af hovederhvervene i præfekturet.

## Sprog og kultur
Dialekten teochew dominerer i bypræfekturet. Hakka benyttes  af mange i amtet Jiexi.

## Historie
I 1930'erne emigrerede mange kinesere fra Jieyang til Pontianak i Indonesien.